# Passiflora gardneri
Passiflora gardneri är en passionsblomsväxtart som beskrevs av Maxwell Tylden Masters. Passiflora gardneri ingår i släktet passionsblommor, och familjen passionsblomsväxter. Inga underarter finns listade i Catalogue of Life.